# 志水祐介
志水 祐介（しみず ゆうすけ、1988年9月7日 - ）は水球選手。ポジションはフローター。 身長181cm、体重88kg。

## 略歴
熊本県熊本市生まれ。熊本市立高平台小学校、熊本市立京陵中学校、埼玉栄高等学校、筑波大学卒業後、ブルボンウォーターポロクラブ柏崎にて日本選手権優勝に貢献。
中学2年次に熊本ジュニア水球クラブで水球を始める。
日本代表初出場は、2008年5月のワールドリーグアジアオセアニアラウンド。その後、日本代表の中心として活躍し、2016年リオ・デ・ジャネイロ、2021年東京と2大会連続で五輪に出場した。リオ・デ・ジャネイロ大会では男子水球日本代表（ポセイドンジャパン）のキャプテンも務めた。
なお、主な所属チームは、埼玉栄高等学校、筑波大学、ブルボンウォーターポロクラブ柏崎、KFC BREAKERS（オーストラリア）、PALLANUOTO BRECIA（イタリア）、RACIONET HONVED（ハンガリー）などである。
中学、高校体育免許も持ち、新潟で中学教員の経験がある。
2022年3月、現役引退を表明。
2022年8月現在、成蹊大学水球部コーチ。

## 出演

### テレビ番組
- くりぃむクイズ ミラクル9（2016年10月5日、テレビ朝日）
- 杉谷拳士が取材中（2023年7月19日・7月26日、テレビ朝日）